# Mladá srdce
Mladá srdce (v originále Young Hearts) je belgicko-nizozemský hraný film z roku 2024, který režíroval Anthony Schatteman podle vlastního scénáře. Snímek byl uveden ve světové premiéře na filmovém festivalu Berlinale dne 17. února 2024.

## Děj
14letý Elias se spřátelí se stejně starým Alexandrem, který se s otcem a sestrou přistěhoval do sousedství z Bruselu. Elias si záhy uvědomí, že se poprvé skutečně zamiloval.

## Obsazení
| Lou Goossens         | Elias                       |
| Marius De Saeger     | Alexander                   |
| Geert Van Rampelberg | Luk, Eliasův otec           |
| Emilie De Roo        | Nathalie, Eliasova matka    |
| Dirk Van Dijck       | Fred, Eliasův dědeček       |
| Jul Goossens         | Maxime, Eliasův bratr       |
| Ezra Van Dongen      | Line, Maximova dívka        |
| Olivier Englebert    | Marc, Alexanderův otec      |
| Olga De Saeger       | Ella, Alexanderova sestra   |
| Wim Opbrouck         | Tony, Alexanderův strýc     |
| Florence Hebbelynck  | Pia, Alexanderova teta      |
| Saar Rogiers         | Valerie, Eliasova kamarádka |

## Ocenění
- Berlinale: Zvláštní uznání, nominace na Teddy Award
- Filmový festival v Cannes: Cena studentů na soutěži Cannes Écrans Juniors
- Pink Apple: Zvláštní uznání za nejlepší celovečerní film
- Mezinárodní filmový festival v Seattlu: Zvláštní uznání poroty v Soutěži nových režisérů
- Zlínský filmový festival: Zlatý střevíček za nejlepší hraný film pro mládež a Zlaté jablko – Cena města Zlína za divácky nejúspěšnější celovečerní film
- Everybody's festival: cena publika
- Schwule Filmwoche Freiburg: cena publika
- Inside Out: Outstanding Performance
- Out on Film: Cena poroty za nejlepší hraný celovečerní film a nejlepší debutový film (Lou Goossens)
- Cena Iris: nejlepší celovečerní film
- Ale Kino!: Cena ECFA za nejlepší dětský celovečerní film